# Sidney Gilliat
Sidney Gilliat (Edgeley, 15 febbraio 1908 – Devizes, 31 maggio 1994) è stato un regista, sceneggiatore, produttore cinematografico e librettista britannico.

## Biografia
Figlio di George Gilliat, direttore del quotidiano londinese Evening Standard tra il 1928 e il 1933, Sidney Gilliat nacque nel distretto di Edgeley presso Stockport, nella Grande Manchester, in Inghilterra. Iniziò a lavorare nel cinema negli anni venti del '900, nell'epoca del cinema muto, dapprima scrivendo didascalie e successivamente sceneggiature. Alla fine degli anni venti iniziò la sua collaborazione con Frank Launder, con cui scrisse, diresse e produsse quasi quaranta film. Assieme a Launder fondò la società di produzione Individual Pictures. Mentre Launder si concentrava sulla regia delle commedie, Gilliat mostrava una preferenza per i thriller e i melodrammi. 
Nel 1932 Gilliat ricevette l'incarico dal premier laburista Ramsay MacDonald di girare un film avverso ai nazionalsocialisti tedeschi; per la sceneggiatura, Gilliat si avvalse della collaborazione dello scrittore tedesco Lion Feuchtwanger. L'ascesa al potere di Adolf Hitler nel gennaio 1933 consigliarono il Governo britannico ad abbandonare il progetto. Feuchtwanger utilizzò la sceneggiatura per scrivere il romanzo I fratelli Oppermann, da cui derivò un film girato in Unione Sovietica nel 1938 con la regia di Grigorij Rošal'.
Gilliat scrisse anche il libretto per l'opera Our Man in Havana di Malcolm Williamson, basata sul romanzo Il nostro agente all'Avana di Graham Greene. Lavorò anche al film da esso tratto.

## Filmografia

### Regista
- Partners in Crime - cortometraggio (1942)
- Due nella tempesta (Millions Like Us) (1943)
- L'amabile furfante (The Rake's Progress) (1945)
- Ritorno (Waterloo Road) (1945)
- Delitto in bianco (Green for Danger) (1946)
- London Belongs to Me (1948)
- Segreto di stato (State Secret) (1950)
- The Story of Gilbert and Sullivan (1953)
- Sette mogli per un marito (The Constant Husband) (1955)
- Indagine pericolosa (Fortune Is a Woman) (1957)
- Left Right and Centre (1959)
- Sesso, peccato e castità (Only Two Can Play) (1962)
- La rapina più scassata del secolo (The Great St. Trinian's Train Robbery) (1966)
- Champagne per due dopo il funerale (Endless Night) (1972)

### Sceneggiatore
- A Gentleman of Paris, regia di Sinclair Hill (1931)
- L'ultimo addio (The Happy Ending), regia di Millard Webb (1931)
- The Ghost Train, regia di Walter Forde (1931)
- The Ringer, regia di Walter Forde (1931)
- Third Time Lucky, regia di Walter Forde (1931)
- Rome Express, regia di Walter Forde (1932)
- Jack's the Boy, regia di Walter Forde (1932)
- Lord Babs, regia di Walter Forde (1932)
- Post Haste, regia di Frank Cadman (1933)
- Sign Please, regia di John Rawlins (1933)
- Friday the Thirteenth, regia di Victor Saville (1933)
- Il diavolo in caserma (Orders Is Orders), regia di Walter Forde (1933)
- Facing the Music, regia di Harry Hughes (1933)
- Falling for You, regia di Robert Stevenson e Jack Hulbert (1933)
- Chu Chin Chow, regia di Walter Forde (1934)
- Jack Ahoy (TitOr), regia di Walter Forde (1934)
- King of the Damned, regia di Walter Forde (1935)
- Bulldog Jack (TitOr), regia di Walter Forde (1935)
- Strangers on Honeymoon, regia di Albert de Courville (1936)
- The Man Who Changed His Mind, regia di Robert Stevenson (1936)
- Where There's a Will, regia di William Beaudine (1936)
- Gli avventurieri di Londra ( Seven Sinners), regia di Albert de Courville (1936)
- Twelve Good Men, regia di Ralph Ince (1936)
- Take My Tip, regia di Ralph Ince (1937)
- Ossessione (The Gaunt Stranger), regia di Walter Forde (1938)
- La signora scompare (The Lady Vanishes), regia di Alfred Hitchcock (1938)
- L'ospite misterioso ( Strange Boarders), regia di Herbert Mason (1938)
- Un americano a Oxford (A Yank at Oxford), regia di Jack Conway (1938)
- Inspector Hornleigh on Holiday, regia di Walter Forde (1939)
- La taverna della Giamaica (Jamaica Inn), regia di Alfred Hitchcock (1939)
- Ask a Policeman, regia di Marcel Varnel (1939)
- Crook's Tour, regia di John Baxter (1940)
- The Girl in the News, regia di Carol Reed (1940)
- Night Train to Munich, regia di Carol Reed (1940)
- They Came by Night, regia di Harry Lachman (1940)
- Mr. Proudfoot Shows a Light (cortometraggio), regia di Herbert Mason (1941)
- You're Telling Me! (cortometraggio), regia di Bladon Peake (1941)
- Kipps, regia di Carol Reed (1941)
- Il nemico di Napoleone (The Young Mr. Pitt), regia di Carol Reed (1942)
- Uncensored, regia di Anthony Asquith (1942)
- Unpublished Story, regia di Harold French (1942)
- Partners in Crime (cortometraggio), regia di Sidney Gilliat e Frank Launder (1942)
- Due nella tempesta (Millions Like Us), regia di Sidney Gilliat e Frank Launder (1943)
- Two Thousand Women, regia di Frank Launder (1944)
- L'amabile furfante (The Rake's Progress), regia di Sidney Gilliat (1945)
- Ritorno (Waterloo Road), regia di Sidney Gilliat (1945)
- Delitto in bianco (Green for Danger), regia di Sidney Gilliat (1946)
- Agente nemico (See a Dark Stranger), regia di Frank Launder (1946)
- London Belongs to Me, regia di Sidney Gilliat (1948)
- Segreto di stato (State Secret), regia di Sidney Gilliat (1950)
- I tre soldati (Soldiers Three), regia di Tay Garnett (1951)
- The Story of Gilbert and Sullivan, regia di Sidney Gilliat (1953)
- The Belles of St. Trinian's, regia di Frank Launder (1954)
- Geordie, regia di Frank Launder (1955)
- Sette mogli per un marito (The Constant Husband), regia di Sidney Gilliat (1955)
- Assassino di fiducia (The Green Man), regia di Robert Day (1956)
- Blue Murder at St. Trinian's, regia di Frank Launder (1957)
- Indagine pericolosa (Fortune Is a Woman), regia di Sidney Gilliat (1957)
- The Pure Hell of St. Trinian's, regia di Frank Launder (1960)
- La rapina più scassata del secolo (The Great St. Trinian's Train Robbery), regia di Sidney Gilliat e Frank Launder (1966)
- Champagne per due dopo il funerale (Endless Night), regia di Sidney Gilliat (1972)
- Il mistero della signora scomparsa (film) (The Lady Vanishes), regia di Anthony Page (1979)

### Produttore
- L'amabile furfante (The Rake's Progress), regia di Sidney Gilliat (1945)
- Delitto in bianco (Green for Danger), regia di Sidney Gilliat (1946)
- Agente nemico (See a Dark Stranger), regia di Frank Launder (1946)
- Il capitano Boycott (Captain Boycott), regia di Frank Launder (1947)
- London Belongs to Me, regia di Sidney Gilliat (1948)
- Incantesimo dei mari del Sud (The Blue Lagoon), regia di Frank Launder (1949)
- Segreto di stato (State Secret), regia di Sidney Gilliat (1950)
- The Happiest Days of Your Life, regia di Frank Launder (1950)
- Nuda ma non troppo (Lady Godiva Rides Again), regia di Frank Launder (1951)
- Folly to Be Wise, regia di Frank Launder (1952)
- L'ora della verità (La minute de vérité), regia di Jean Delannoy (1952)
- The Story of Gilbert and Sullivan, regia di Sidney Gilliat (1953)
- The Belles of St. Trinian's, regia di Frank Launder (1954)
- Geordie, regia di Frank Launder (1955)
- Sette mogli per un marito (The Constant Husband), regia di Sidney Gilliat (1955)
- Assassino di fiducia (The Green Man), regia di Robert Day (1956)
- Blue Murder at St. Trinian's, regia di Frank Launder (1957)
- La pazza eredità (The Smallest Show on Earth), regia di Basil Dearden (1957)
- Indagine pericolosa (Fortune Is a Woman), regia di Sidney Gilliat (1957)
- The Bridal Path, regia di Frank Launder (1959)
- Left Right and Centre, regia di Sidney Gilliat (1959)
- The Pure Hell of St. Trinian's, regia di Frank Launder (1960)
- Sesso, peccato e castità (Only Two Can Play), regia di Sidney Gilliat (1962)
- La dolce vita del soldato Joe (Joey Boy), regia di Frank Launder (1965)
- Truffa tu che truffo anch'io ma il fregato sono io! (Ooh... You Are Awful), regia di Cliff Owen (1972)
- Champagne per due dopo il funerale (Endless Night), regia di Sidney Gilliat (1972)